# Icewind Dale: Heart of Winter
| Сводный рейтинг       | Сводный рейтинг     |
| Агрегатор             | Оценка              |
| --------------------- | ------------------- |
| GameRankings          | 75,09 %             |
| Metacritic            | 74/100 (15 обзоров) |
| TopTenReviews         | [ 3 ]               |
| Иноязычные издания    |                     |
| Издание               | Оценка              |
| AllGame               | [ 4 ]               |
| CVG                   | 7,2/10              |
| GameSpot              | 5,7/10              |
| IGN                   | 8,6/10              |
| Русскоязычные издания |                     |
| Издание               | Оценка              |
| Absolute Games        | 80 %                |
| PlayGround.ru         | 9/10                |
| «Домашний ПК»         | 68 / 100            |

Icewind Dale: Heart of Winter (с англ. — «Долина Ледяного Ветра: Сердце зимы») — официальное дополнение к компьютерной игре Icewind Dale. Оно содержит много изменений и дополнений к оригинальной игре, а также включает в себя новую кампанию. К дополнению был выпущен адд-он — Trials of the Luremaster, распространявшийся бесплатно.
Действие игры разворачивается в северном регионе Фаэруна за Хребтом Мира, Долине Ледяного Ветра. Разработчики изначально планировали связать сюжет игры с событиями одноименной трилогии писателя Роберта Сальваторе, но в итоге перенесли действие игры на несколько десятилетий до событий книги.

## Геймплей
Наиболее заметные изменения включают в себя значительно увеличенную планку опыта, новые магические предметы и заклинания, особый уровень сложности «Сердце ярости» - для увеличения силы врага и повышения опыта, а также максимальное разрешение экрана 800x600. Игра по-прежнему основана на наборе правил Advanced Dungeons & Dragons 2nd edition.
Чтобы получить доступ к новой кампании, игрок должен войти в ранее заблокированную дверь в городе Кулдахар, обладая персонажами 9 уровня или выше, но можно также импортировать партию после главной кампании (где она экспортируется).

## Сюжет
Герои Долины Ледяного Ветра по приглашению варварского шамана, предчувствующего беду, отправляются в город Лонливуд, дабы попытаться спасти Десять Городов от гнева воскресшего варвара — героя Вульфдина, собравшего огромную армию. Переговоры с воскресшим вождем не приводят ни к чему хорошему, однако шаман верит, что не все так просто… только с помощью легендарной Провидицы герои узнают, чья душа на самом деле скрывается в теле Вульфдина, и отправляются на последнюю битву с этой злой сущностью — древней белой драконицей Икасарахтой, не один раз сумевшей обмануть смерть…

## Trials of the Luremaster
Icewind Dale: Heart of Winter: Trials of the Luremaster — бесплатный адд-он к дополнению Icewind Dale: Heart of Winter, выпущенный Black Isle Studios в ответ на критику о том, что Heart of Winter слишком короткая. Он включает в себя большую, похожую на подземелье, локацию, с областями для исследования, а также содержит несколько новых противников и предметов. Кроме этого, адд-он выполняет функцию финального патча, исправляет множество ошибок и доводит версию игры до 1.42.

### Сюжет
В таверне «Свистящие Виселицы», в Лонливуде, игрок встречает таинственного полурослика по имени Ховард Стабблтос. Он ищет партию крепких героев для поиска места с великим чудом, с сокровищами, поражающими воображение. Если партия героев согласна, их отправят в место, далекое от ледяных земель Десяти Городов: герои окажутся в пустыне Анаурок, в стенах разрушенного замка.
Замок наполнен ловушками, могучими монстрами и артефактами, а также загадками, призванными испытать тех, кого судьба привела в это проклятое место. Хозяин замка — таинственный призрак барда, Мастер Испытаний, и героям предстоит проявить все свои таланты, дабы выйти победителями из его владения.